# Liste der Monuments historiques in Rocles (Allier)
Die Liste der Monuments historiques in Rocles führt die Monuments historiques in der französischen Gemeinde Rocles auf.

## Liste der Bauwerke
| Bezeichnung         | Beschreibung                                                             | Standort                     | Kennzeichnung | Schutzstatus | Datum | Bild           |
| ------------------- | ------------------------------------------------------------------------ | ---------------------------- | ------------- | ------------ | ----- | -------------- |
| Château de la Lande | Burg, erbaut im 15. Jahrhundert                                          | nordöstlich des Ortes (Lage) | PA00093257    | Inscrit      | 2001  |                |
| Kirche St-Saturnin  | Erbaut im 12. Jahrhundert, im 15. Jahrhundert durchgreifend neugestaltet | Place de la Paix (Lage)      | PA00093258    | Inscrit      | 1951  | weitere Bilder |

## Liste der Objekte
| Bezeichnung               | Beschreibung                    | Standort                         | Kennzeichnung | Schutzstatus | Datum | Bild           |
| ------------------------- | ------------------------------- | -------------------------------- | ------------- | ------------ | ----- | -------------- |
| Weihwasserbecken          | Stein, 12. Jahrhundert          | in der Kirche St-Saturnin (Lage) | PM03000429    | Classé       | 1918  |                |
| Skulptur Madonna mit Kind | Holz, Ende des 13. Jahrhunderts | in der Kirche St-Saturnin (Lage) | PM03000428    | Classé       | 1907  | weitere Bilder |